# Lotte Ballarin
Lotte Ballarin (* 15. Dezember 1919 in Genthin; † 2016 ebenda) war eine deutsche Grafikerin.

## Leben und Werk
Lotte Ballarin studierte von 1950 bis 1955 in Halle/Saale Angewandte Malerei und Restauration am Institut für künstlerische Werkgestaltung Burg Giebichenstein. Danach arbeitete sie in der Druckwerkstatt des Verbands Bildender Künstler in Halle. Ab 1990 lebte sie als freischaffende Künstlerin in Genthin. Sie schuf vor allem Lithografien und Holzschnitte. „Ihre Motive entnahm sie einem unspektakulären Alltag, dem Familienleben, sie fand sie in Kindern und in der Natur, der sie zeitlebens in besonderer Weise zugetan war.“ Viele ihrer Bilder zeigen Motive ihrer Heimatstadt. Außerdem illustrierte oder gestaltete sie einige Kinderbücher des mit ihr befreundeten Ehepaars Manfred und Monika Helmecke und betätigte sich als Textilgestalterin.
Lotte Ballarin war bis 1990 Mitglied des Verbands Bildender Künstler der DDR. 1991 gehörte sie zu den Gründerinnen und Gründern des 2021 aufgelösten Genthiner Kunstvereins. Genthin ehrte sie 2014 durch den Eintrag in das Goldene Buch der Stadt.
Nach ihrem Ableben fiel ihr Nachlass an das Land Sachsen-Anhalt. Der Landkreis Jerichower Land erhielt daraus als Dauerleihgabe über 300 Werke, die im Kreismuseum bewahrt werden.

## Werke (Auswahl)

### Druckgrafik (Auswahl)
- Reiter (Lithografie, um 1963)[2]
- Illustration zu Alan Paton „Ha Penny“ (Holzschnitt, 1965)[3]
- Illustration zu E. Lorenz „Eine gute Ehe“ (Holzschnitt, 1966)[4]
- Die Vielfalt der Zirkeltätigkeit im Klubhaus der Waggonbauer (Holzschnitt-Zyklus, 1970/71) u. a. Jugendblasorchester[5]

### Andere Techniken (Auswahl)
- Winterlicher Marktplatz (Aquarell, 28 × 44,5 cm, 1957)
- Gegenseitige Hilfe auf dem Lande (Wandbehang, Applikation, 200 × 165 cm, um 1958)

### Buchillustration (Auswahl)
- Monika und Manfred Helmecke: Rose bleibt Rose.  Block-Verlag, 2009. ISBN 3-934988-71-7; ISBN 978-3-934988-71-2

## Ausstellungen

### Personalausstellungen
- 1981: Elsterwerda, Nadler Galerie (Grafik zu Fabeln von Lessing. Mit Fotis Zaprasis, Renate Brömme und Walek Neumann)
- 2021: Genthin, Stadt- und Kreisbibliothek

### Ausstellungsbeteiligungen
- 1957: Halle/Saale, Staatlichen Galerie Moritzburg (Weihnachtsausstellung)
- 1958/1959, 1967/1968 und 1972/1973: Dresden, Deutsche Kunstausstellungen bzw. Kunstausstellung der DDR
- 1964: Berlin, Nationalgalerie („Unser Zeitgenosse“)
- 1969, 1974 und 1979: Halle/Saale, Bezirkskunstausstellungen
- 1969: Leipzig, Messehaus am Markt („Kunst und Sport“)
- 1975: Schwerin, Staatliches Museum („Farbige Grafik in der DDR“)